# Siegfried Hofmann
Siegfried Hofmann (* 13. Februar 1930 in Nürnberg; † 31. Oktober 2014 in Ingolstadt) war ein deutscher Kulturreferent, Stadtarchivar und Stadtheimatpfleger der Stadt Ingolstadt.

## Werdegang
Siegfried Hofmann besuchte die Oberschule in Eichstätt und studierte im Anschluss Historische Hilfswissenschaften, Bayerische Geschichte, Geschichte und Theologie an der Ludwig-Maximilians-Universität München. 1956 wurde bei Hans Rall mit einer Dissertation über das Urkundenwesen, Kanzlei und Regierungssystem der Herzoge von Bayern und Pfalzgrafen bei Rhein von 1180/1214 bis 1255/1294 promoviert. In München besuchte Hofmann die Bayerische Archivschule, die er 1960 mit der Staatsprüfung für den höheren Archivdienst abschloss. In Ingolstadt leitete er das Stadtarchiv Auf der Schanz 45.

## Ämter und Kommissionen
Quelle Donaukurier:
- 1971–1997: Vorsitzender des Historischen Vereins Ingolstadt
- 1961–1997: Stadtheimatpfleger der Stadt Ingolstadt
- 1994–1996: Vorsitzender des Kunstverein Ingolstadt
- 1990–1994: Kulturreferent der Stadt Ingolstadt
- 1971–1990: 2. Vorsitzender der Gesellschaft der Freunde und Förderer des Deutschen Medizinhistorischen Museum Ingolstadt
- 1968–1971: Vorsitzender des Diözesanrats der Diözese Eichstätt
- Beirat der Marieluise-Fleißer-Gesellschaft

## Zitate
Quelle Donaukurier:
- „Ein exzellenter Mann, der sich sehr um die Stadt und die Kultur dieser Stadt verdient gemacht hat.“ – Peter Schnell, Oberbürgermeister
- „Hofmann habe für das Kulturleben der Stadt die entscheidenden Weichen gestellt.“ – Gabriel Engert, Kulturreferent
- „Hofmann ist ein engagierter, begeisterungsfähiger und temperamentvoller Sinnenmensch.“ – Alfred Lehmann, Oberbürgermeister

## Ehrungen
Quelle:
- 1974: Portrait von Käte Krakow
- 1982: Medaille des Bayerischen Staatsministeriums für Unterricht und Kultus für besondere Verdienste um den Denkmalschutz
- 1983: Korrespondierendes Mitglied des Deutschen Archäologischen Instituts
- 1987: Aventinus-Medaille vom Vorsitzenden des Verbandes bayerischer Geschichtsvereine Karl Bosl für seine wissenschaftlichen Leistungen
- 1987: Bundesverdienstkreuzes am Bande
- 1990: Ehrenmitglied der Gesellschaft der Freunde und Förderer des Deutschen Medizinhistorischen Museum Ingolstadt
- 2000: Ehrenmitglied des Historischen Vereins Ingolstadt
- 2006: Kulturpreis der Stadt Ingolstadt
- 2013: Goldene Bürgermedaille der Stadt Ingolstadt

## Veröffentlichungen (Auswahl)
- als Hrsg. mit Theodor Müller und Wilhelm Reissmüller: Ingolstadt. Die Herzogsstadt - Die Universitätsstadt - Die Festung. 2 Bände. Donaukurier Ingolstadt, Ingolstadt 1974.
- Professor Franz Anton Stebler als Gutachter für die Wunderheilungen in Appersdorf. In: Christa Habrich, Frank Marguth, Jörn Henning Wolf (Hrsg.) unter Mitarbeit von Renate Wittern: Medizinische Diagnostik in Geschichte und Gegenwart. Festschrift für Heinz Goerke zum sechzigsten Geburtstag. München 1978 (= Neue Münchner Beiträge zur Geschichte der Medizin und Naturwissenschaften: Medizinhistorische Reihe. Band 7/8), ISBN 3-87239-046-5, S. 163–176.
- als Hrsg. mit Wilhelm Reissmüller: Ingolstadt. Bilddokumente der Stadt Ingolstadt 1519-1930. Donaukurier Ingolstadt, Ingolstadt 1981.
- als Hrsg. mit Wilhelm Reissmüller: Ingolstadt an der Donau. Donaukurier Ingolstadt, Ingolstadt 1986.
- mit Christa Habrich: Deutsches Medizinhistorisches Museum Ingolstadt. 2. Auflage. Westermann-Verlag, Braunschweig 1995. DNB 946438625.
- als Hrsg. mit Theodor Müller: Ingolstadt. Schnell und Steiner, Regensburg 1998.
- als Hrsg. Geschichte der Stadt Ingolstadt. Ganghofer, Ingolstadt 2000.